# Haydon (Dorset)
Pour les articles homonymes, voir Haydon.
Haydon est une paroisse civile et un village du Dorset, en Angleterre.